# 山上哈羅站
山上哈羅站（英語：Harrow-on-the-Hill station）是倫敦地鐵大都會線和英國國鐵倫敦－艾爾斯伯里線的轉乘車站，位於哈羅鎮中心。本站屬於倫敦第5收費區。本站的國鐵服務全數由奇爾特恩鐵路提供，南行國鐵列車總站為倫敦馬里波恩站。

## 歷史
大都會線於1880年8月2日由威爾斯登綠地西延至哈羅，開業當時的名字是哈羅站。1885年，大都會線西延至平納站，哈羅站因而成為中途站。1894年6月1日，本站名稱由哈羅改為山上哈羅。實際上本站位於哈羅山以北的山腳，位置並不在山上哈羅鎮中心。
1899年3月15日，大中央鐵路公司（GCR）於山上哈羅站開辦客運業務。當時GCR列車利用前大中央主線，為哈羅提供前往拉格比、萊斯特、諾丁漢和曼徹斯特等英格蘭北部城市的城際鐵路服務。然而於1960年，英國國鐵結束了由倫敦經大中央主線前往諾丁漢以北目的地的城際客運列車服務。1966年9月3日，艾爾斯伯里以北的客運業務因比欽大斧而終結，自此服務山上哈羅站的國鐵列車最遠只達艾爾斯伯里。1967年4月3日，山上哈羅站貨場停止運作並關閉。

## 車站設計
山上哈羅車站為地上車站，擁有6個月台，其中國鐵列車主要使用最南側的2個月台。本站設有跨站式站房，並設有兩個出入口。南側出入口可通往哈羅山，北側出入口則通往哈羅巴士總站和哈羅主要的購物區。於車站開放的時段，行人毋須購票就可以利用車站通道來往兩個出入口，或使用位於閘外的公共洗手間。
現有的跨站式站房取代了原有位於車站東側、通往車站路（Station Road）的出入口設施，因此山上哈羅站再沒有直接通往車站路的出入口。
目標於2020年完成的一系列車站無障礙化改造計劃中，山上哈羅站北側出入口增設了坡道 。目前行人仍然只能透過階梯使用南側出入口。2022年3月，本站增設了三座電梯，接駁大堂與三座島式月台。乘客使用電梯抵達大堂層後，可經新建的無障礙行人天橋前往車站大堂。山上哈羅站因此成為倫敦地鐵第91個由車站出入口至月台均設有無障礙通道的車站。

## 車站相片

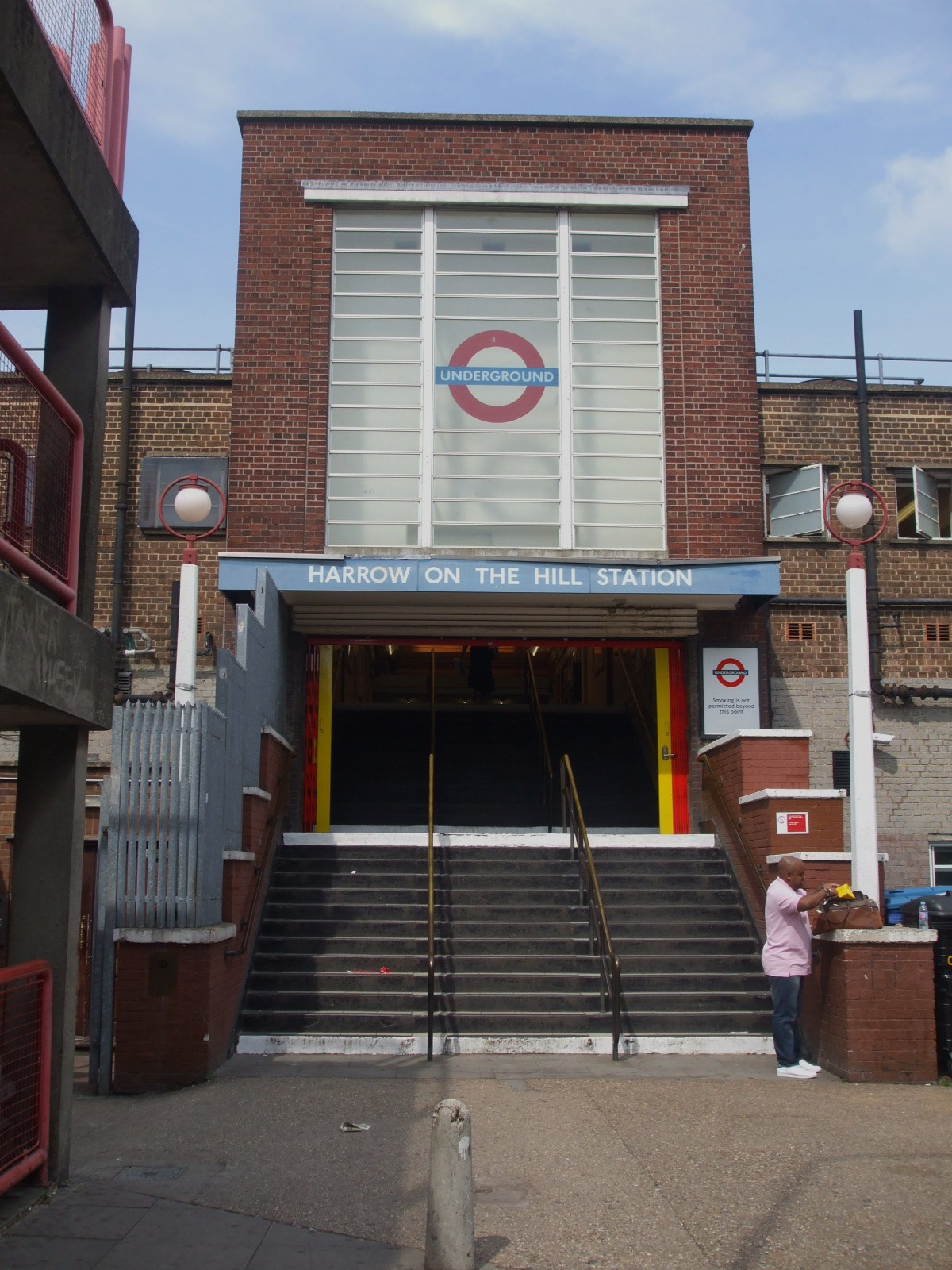
南側出入口
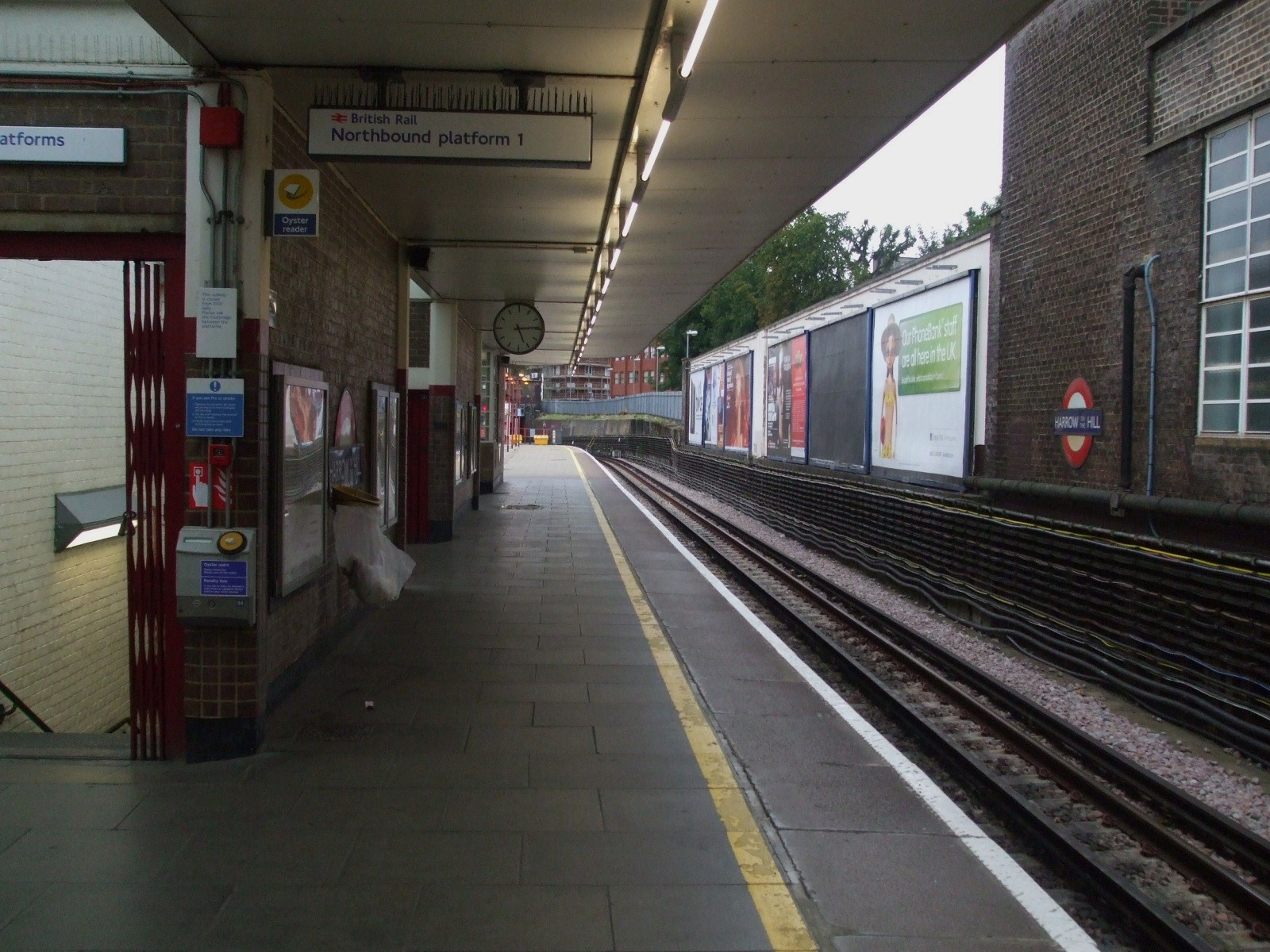
一號月台，為北行月台，主要由國鐵列車使用，視角向東
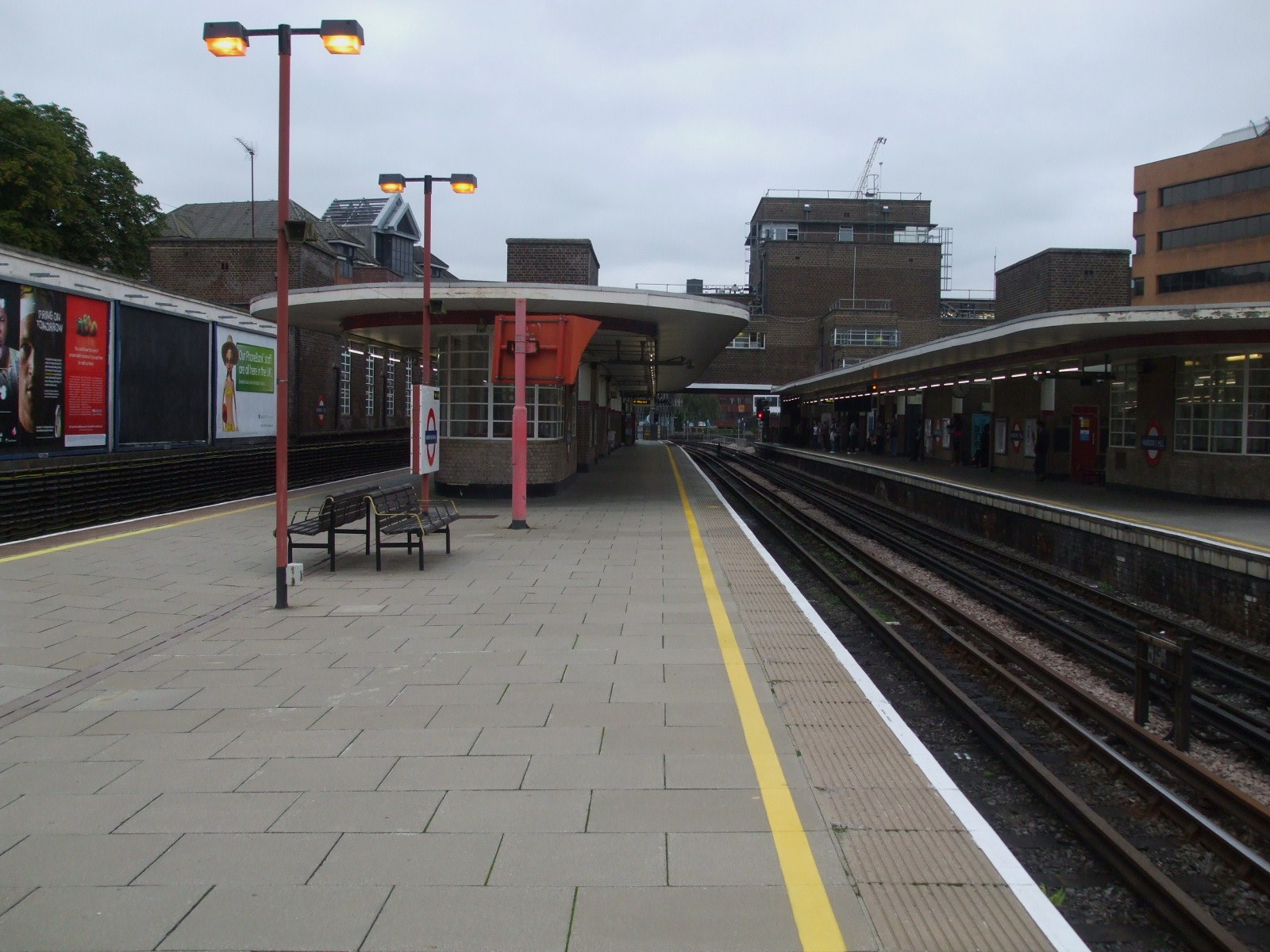
二號月台，為南行月台，主要由國鐵列車使用，視角向西
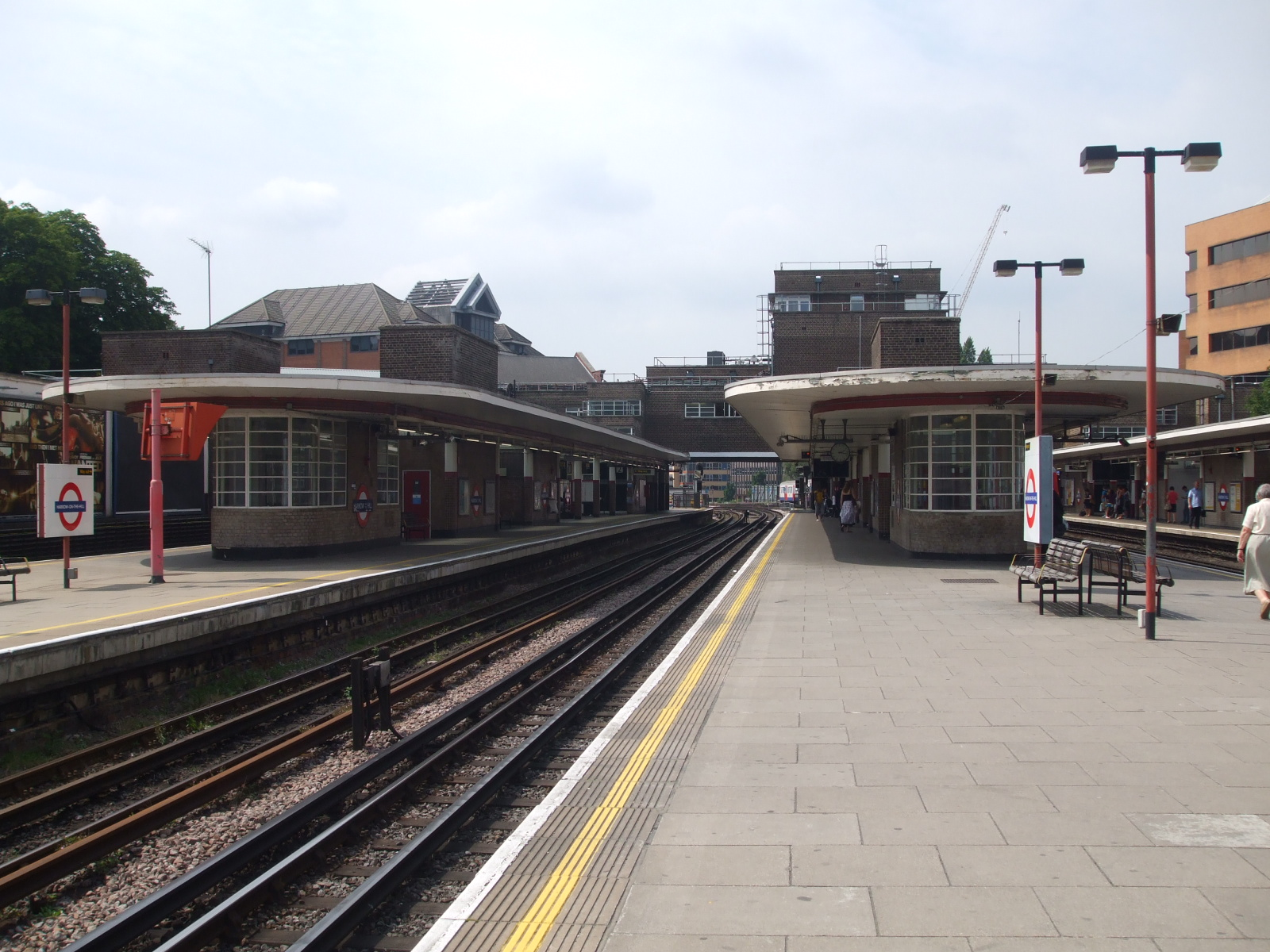
三號月台，為北行月台，主要由大都會線列車使用，視角向西 （左方為一、二號月台）
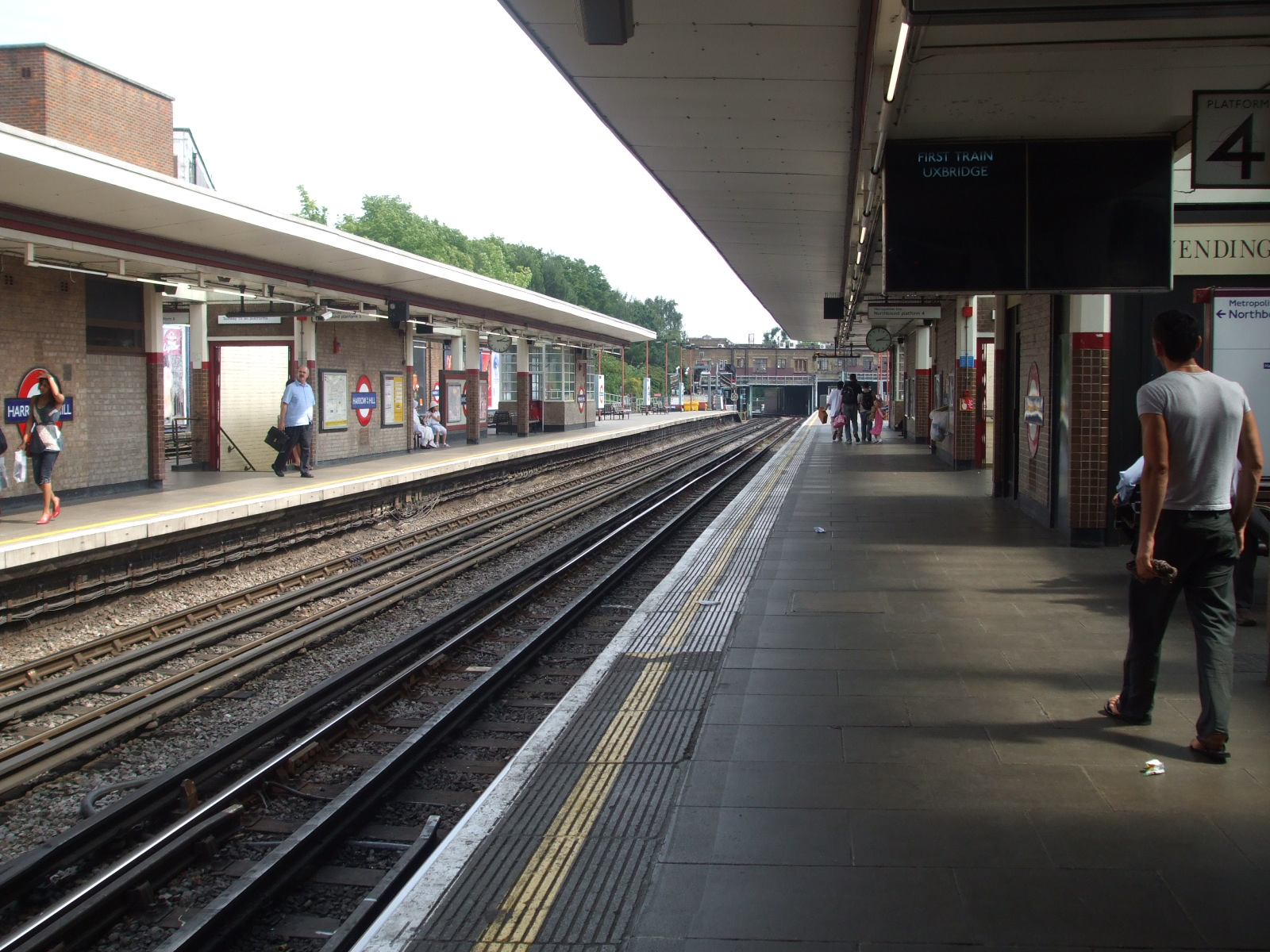
四號月台，為北行月台，主要由大都會線列車使用，視角向東
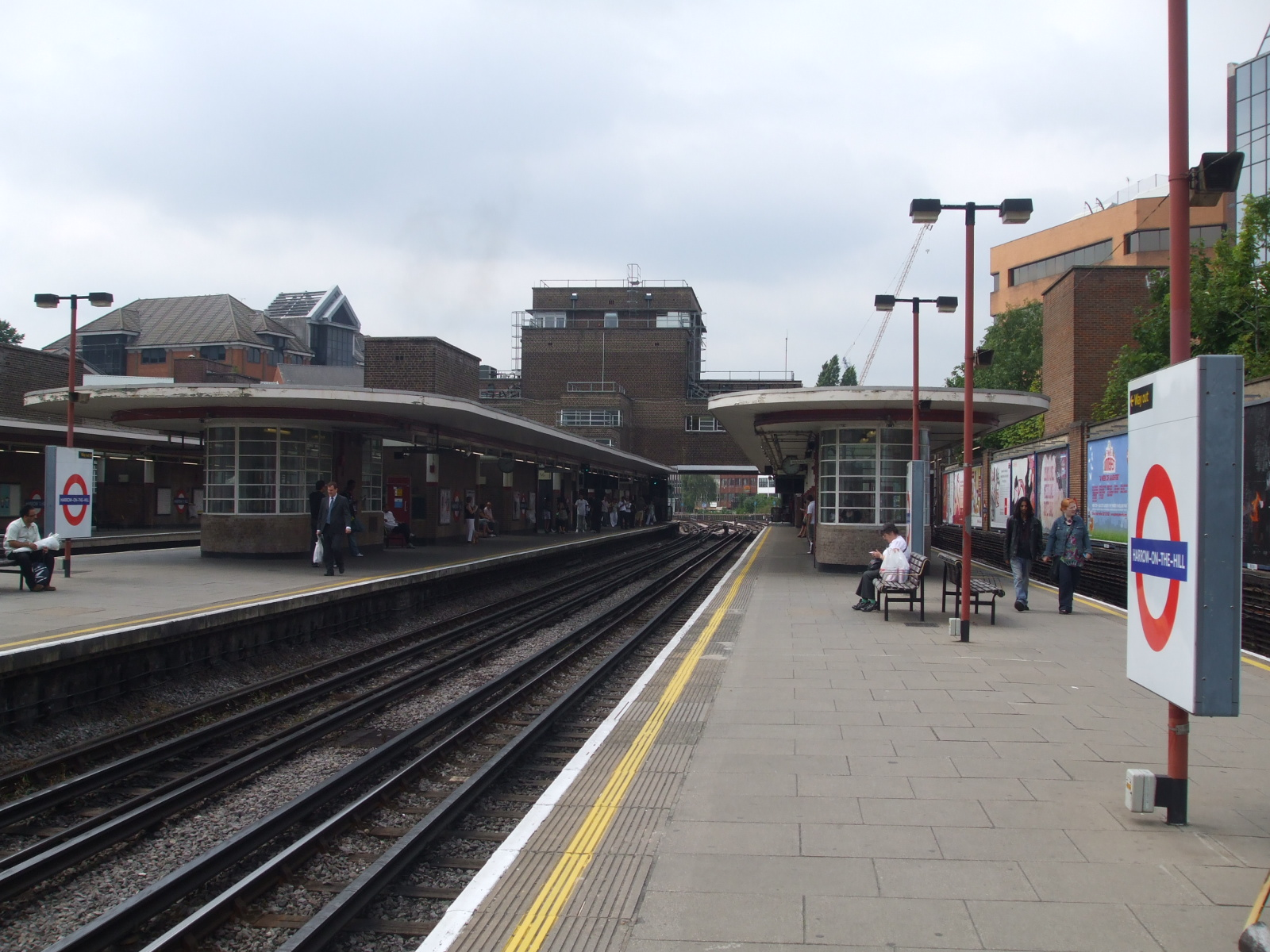
五號月台，為大都會線南行月台，視角向西
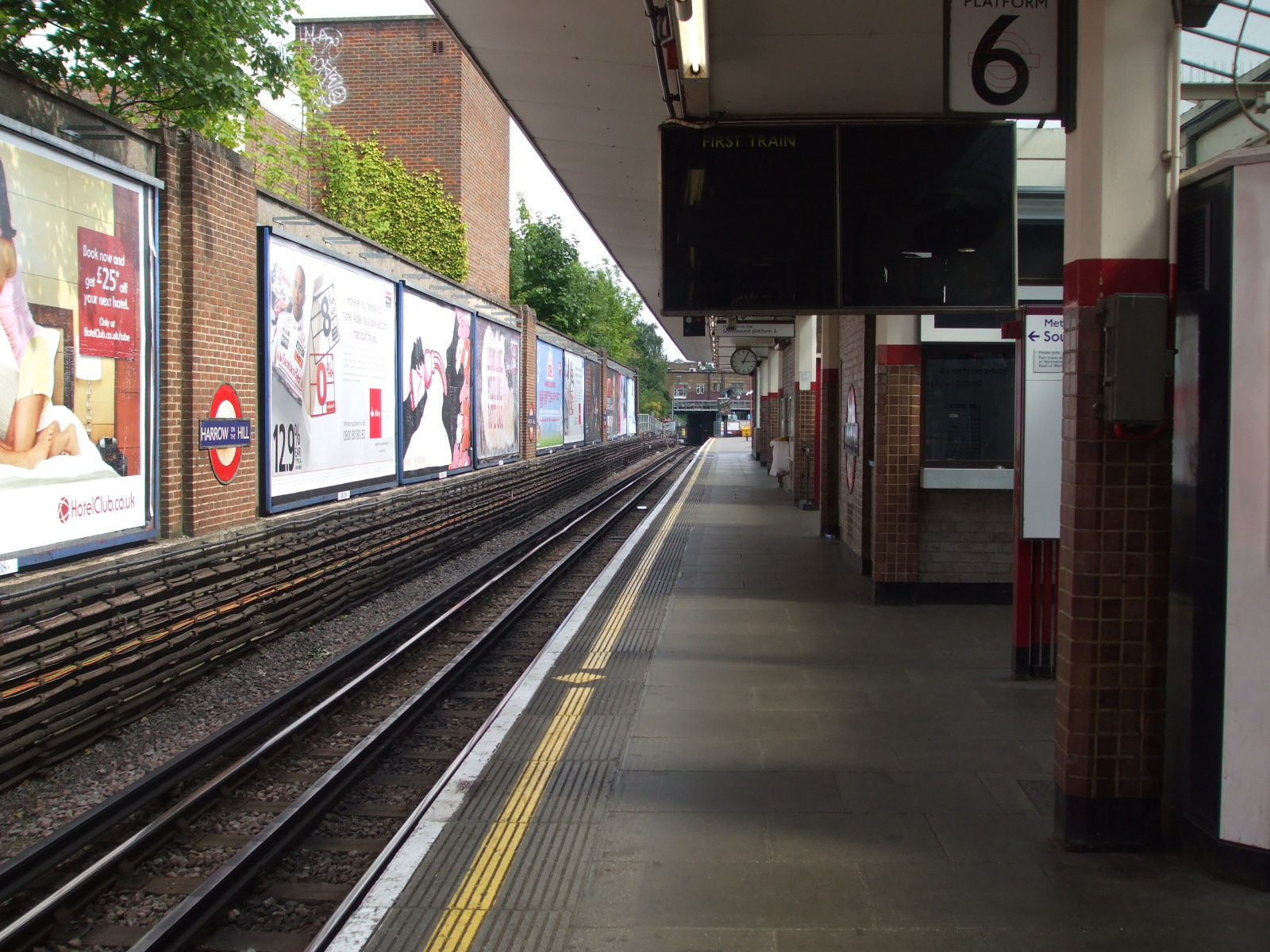
六號月台，為大都會線南行月台，視角向東
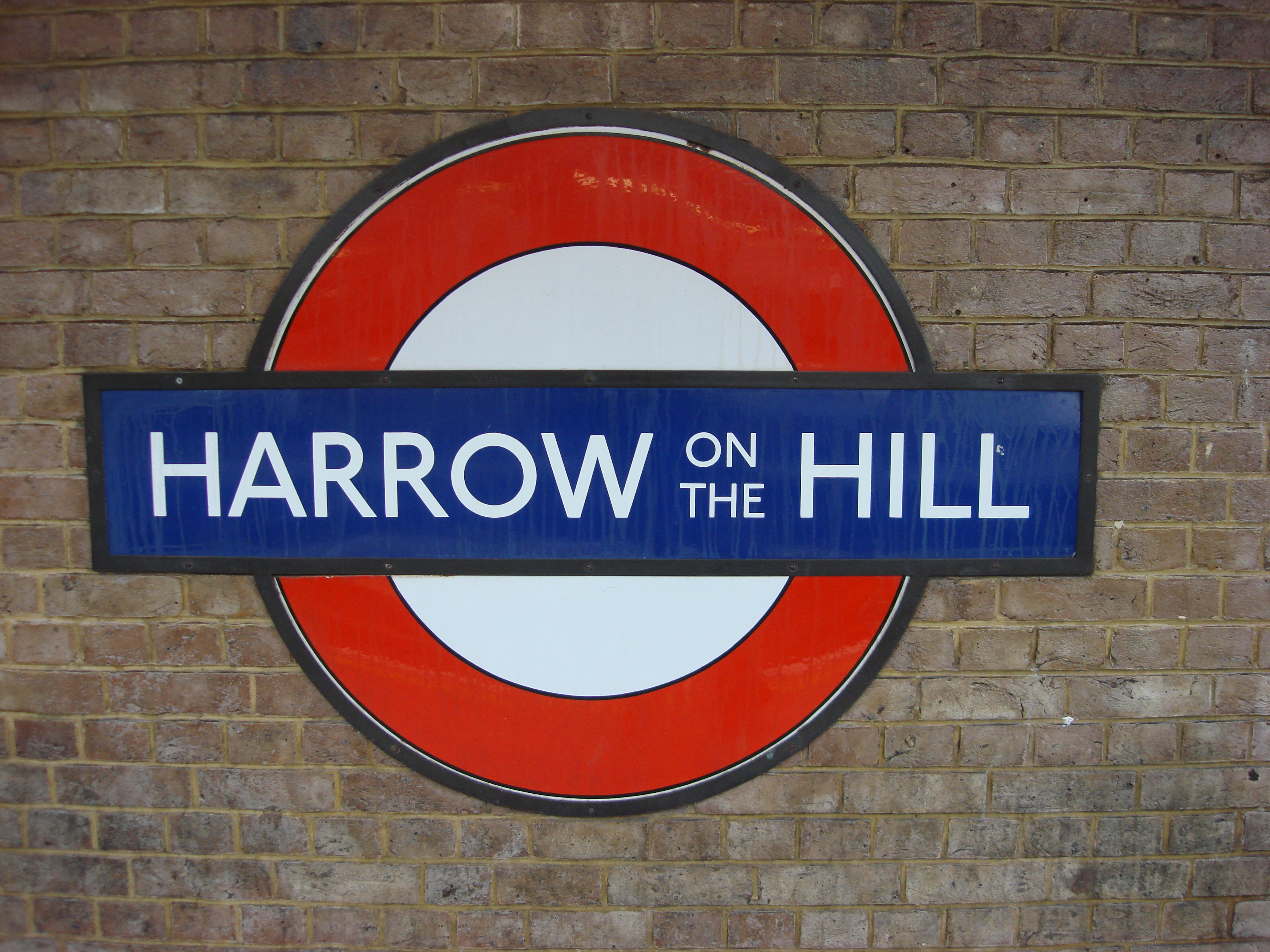
山上哈羅站月台圓標

## 外部連結
- . Tube live departure boards. Transport for London.